# Toni Schwaiger
Toni Schwaiger (* 1966 in Lenggries) ist ein deutscher Programmierer und Journalist.
Der Autodidakt machte sich mit den Programmen StarTexter und StarDatei, die er 1985 für den 8-Bit-Heimcomputer C64 entwickelte, einen Namen als Softwareentwickler. Die Versionen für den C128 stammen ebenfalls von ihm, an der Umsetzung für den Atari XL und an Anpassungen dieser Programme für die Niederlande, Schweden und Norwegen hat Schwaiger mitgewirkt. Diese Software wurde mehr als 10 Jahre lang verkauft und zählt neben Vizawrite und Textomat zu den bekanntesten Textverarbeitungen für den C64.
Schwaiger arbeitete als Redakteur bei verschiedenen Verlagen, unter anderem SYBEX Verlag und Markt+Technik Verlag, zum Beispiel bei der Heimcomputer-Zeitschrift Happy Computer. Er war Gründungsmitglied der Computerzeitschrift 68000er und 1988 Leitender Redakteur des ST-Magazin. Im Mai 1997 gehörte er einem dreiköpfigen Entwicklungsteam an, das die GameStar ins Leben rief. Zu seinen bekanntesten Arbeiten zählte die Produktion diverser Redaktions-Comedy-Serien, die unter PC-Spielern Kultstatus erreicht haben: Multimedia-Leserbriefe (PC Player), Raumschiff GameStar und Die Redaktion (GameStar). Am 30. Juni 2009 endete seine Anstellung als Medienproduktions-Leiter bei der IDG Entertainment Media GmbH. Schwaiger arbeitet seitdem als Notfallsanitäter im Rettungsdienst, produzierte einige Videos auf einem YouTube-Kanal und programmiert iOS-Applikationen (Chinaskop, Medical Rescue Sim).